# Nikolàievka (Mokroús)
Nikolàievka - Николаевка (rus) - és un poble de l'óblast de Saràtov, a Rússia, segons el cens del 2015 tenia 439 habitants. Pertany al districte municipal de Mokroús.